# South El Monte (Kalifornija)
South El Monte je grad u američkoj saveznoj državi Kaliforniji. Prema popisu stanovništva iz 2010., u njemu je živjelo 20.116 stanovnika.